# 八田村 (山梨県)
八田村（はったむら）は、山梨県中巨摩郡に存在した村。

## 地理
県中西部、郡北東部に位置。への字型の町域で、北は東流する御勅使川を境に韮崎市南部と、東は南流する釜無川を境に竜王町と北巨摩郡双葉町、西から南にかけては白根町東部と接している。御勅使川と釜無川は町域北東部の野牛島で合流。御勅使川扇状地の北端にあたり、扇状地末端を釜無川が浸食して南北に崖を形成している。

## 歴史

### 先史・古代
釜無川右岸一帯は水害を受けやすい扇状地であるため開発は遅れ、考古遺跡も乏しい。野牛島北端の赤山に隣接する韮崎市竜岡町から続く地域には、わずかに縄文時代の住居址が見られる。古代の律令制下では巨麻郡に属していたと考えられているが、比定できる古代郷はなく、『続日本紀』承和2年（835年）4月条には葛原親王に「馬相野空閑地」が与えられたと記されており、村域を含む地域に比定されている。また、榎原には養老2年（718年）伝行基創建の長谷寺があり、本尊の十一面観音は古くから原七郷の村々の守観音であった。

### 中世
平安時代後期から鎌倉時代には甲斐源氏の一族が甲府盆地各地へ進出するが、村域における在地領主は明らかではない。韮崎市付近に位置する甘利荘を領した甲斐一条氏や南アルプス市加賀美付近の加々美荘を領した加賀美氏など、隣接地域には甲斐源氏の有力氏族の痕跡が見られいずれかの支配下に属していたと考えられている。
南アルプス市高尾の穂見神社所蔵の天福元年12月15日（1234年1月23日）銘の御正体に見られる釜無川右岸一帯を指す「八田牧」に対し、天文13年（1544年）には八田牧の後身と考えられている八田荘を示す史料があり、中世には開発が進み牧から荘園へ発展したと考えられている。
野牛島には曾我時致を捕縛したことで知られる御所五郎丸が後に罪を得て流罪となり、当地において死去したとする伝承がある。
釜無川・御勅使川の両河川は歴史的には流路を変えており、たびたび水害に見舞われた。村域には前御勅使川の流路も存在している。また、釜無川も戦国時代には東流して甲府市方面へ流れており、上高砂の旧集落は現在の釜無川の中洲付近に存在した。戦国期には武田氏による信玄堤（甲斐市竜王）の築堤・御勅使川の治水が行われ、六科西端に堤防（将棋頭）を築き御勅使川流路を北東の現流路へ分流させた。治水工事が施されると、透水性のある砂礫を含む肥土を活かした穀倉地帯となった。
徳永の長盛院近辺は武田氏家臣である金丸筑前守（虎義）の居館であったと伝わる（金丸氏屋敷跡）。虎義の子孫は武田家の譜代家老となった土屋昌続ら土屋氏の氏族を輩出した。

### 近世以降
近世の九筋二領では巨摩郡西郡筋に属し、六科、野牛島、上高砂、下高砂、徳永、榎原の六ヶ村が成立する。全村が初期は幕府直轄領で、甲府藩領を経て享保9年（1724年）には再び幕領となり、野牛島・徳永・榎原の3か村は甲府代官支配となる。下高砂村は元文4年（1739年）から寛延初年頃まで上飯田代官所支配であり、その他の村も上飯田代官所・石和代官所支配の時期があったと考えられている。さらに、天保3年（1832年）には徳永村を除く5か村が市川代官所から石和代官所支配に替わっている。文久2年（1862年）頃には徳永村が市川代官、徳永村を除く5か村が石和代官所支配となっており、めまぐるしい変遷を繰り返している。
六科村は南北に駿信往還（現在の富士川街道・国道52号）が通過する交通の要衝として知られる。
近世には用水路の開削が行われ、野牛島村では釜無川から取水した四ヶ村堰が開削され、上高砂・下高砂・徳永・榎原の4か村を灌漑した。また、寛文10年までには徳島堰が開削され、野牛島・六科において灌漑が行われ扇状地の新田開発が行われた。さらに下高砂村・徳永村・上今諏訪村では釜無川から取水した三ヶ村堰も利用された。
一方で用水路の開発による水論も多発した。嘉永7年（1854年）には四ヶ村堰において上高砂村と3か村の間で相論が起こっているほか、天保8年・嘉永3年には三ヶ村堰の対岸に位置する玉川八幡堤を管理する玉川村・西八幡村（甲斐市玉川・西八幡）との相論も発生した。安政3年（1856年）6月には西八幡村が三ヶ村堰の水路を越えて引水を行うと、これに対し上高砂村をはじめとする5か村との相論となり、江戸に出府する事態となり同年11月に決着した。
近世・近代には養蚕も盛んであったが、戦後にはブドウ、モモのほかキウイフルーツなどの果樹栽培に移行し、キウイワインの醸造や、冬の南西風（八ヶ岳颪）を利用した枯露柿の生産も行われている。

### 沿革
- 1956年（昭和31年）5月3日 - 中巨摩郡御影村・田之岡村が新設合併して発足。
- 2003年（平成15年）4月1日 - 中巨摩郡白根町・芦安村・若草町・櫛形町・甲西町と新設合併して南アルプス市が発足。同日八田村廃止。

## 民俗

### 九頭龍神の祠

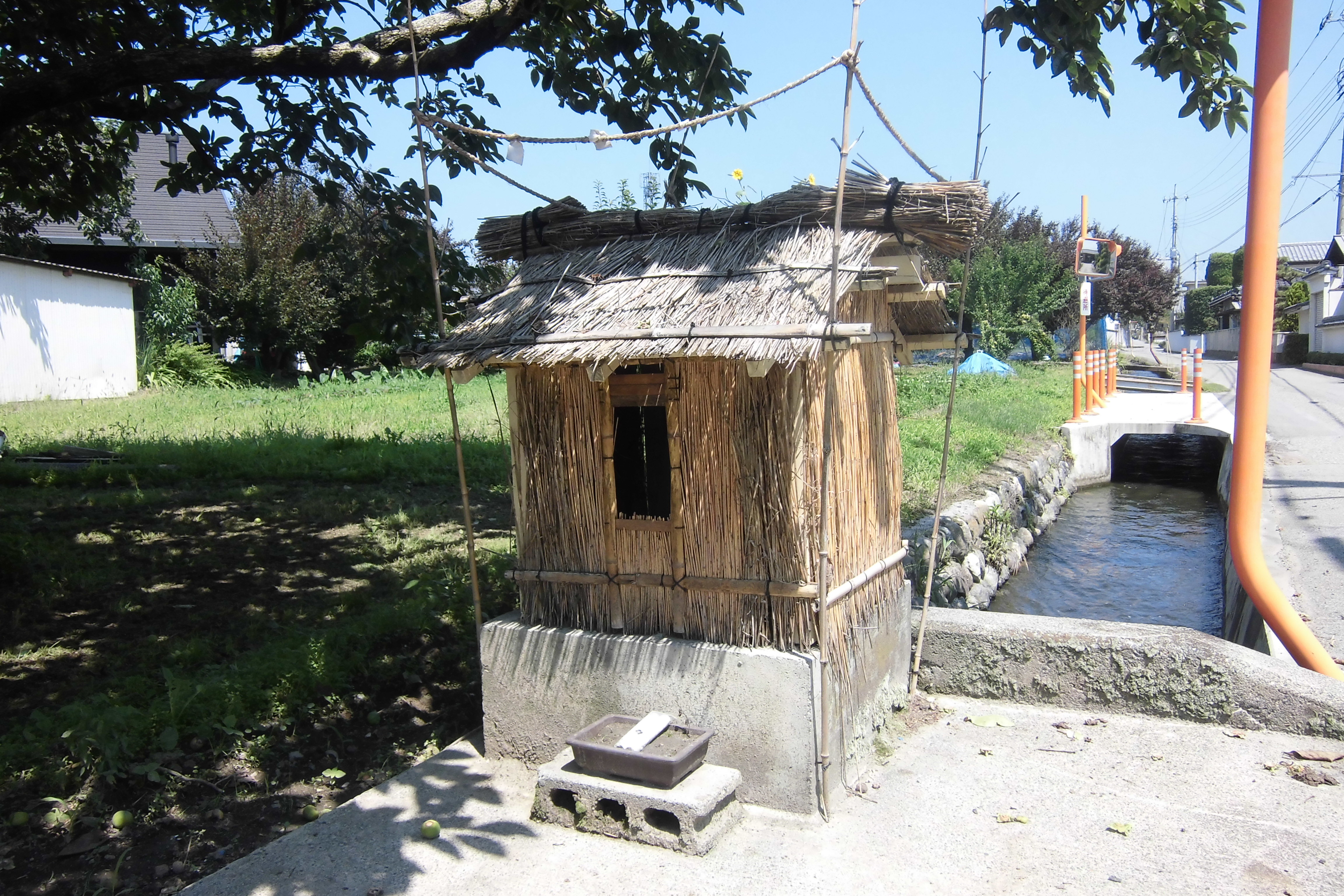
九頭龍神祠

竜王信玄堤の対岸に位置する上高砂地区では神明川に沿って九頭竜神の祠が祀られている。九頭龍神祠は天竜川で祀られていた水神が江戸時代の文政年間に勧請されたものであるという。

### 能蔵池の椀貸し伝説

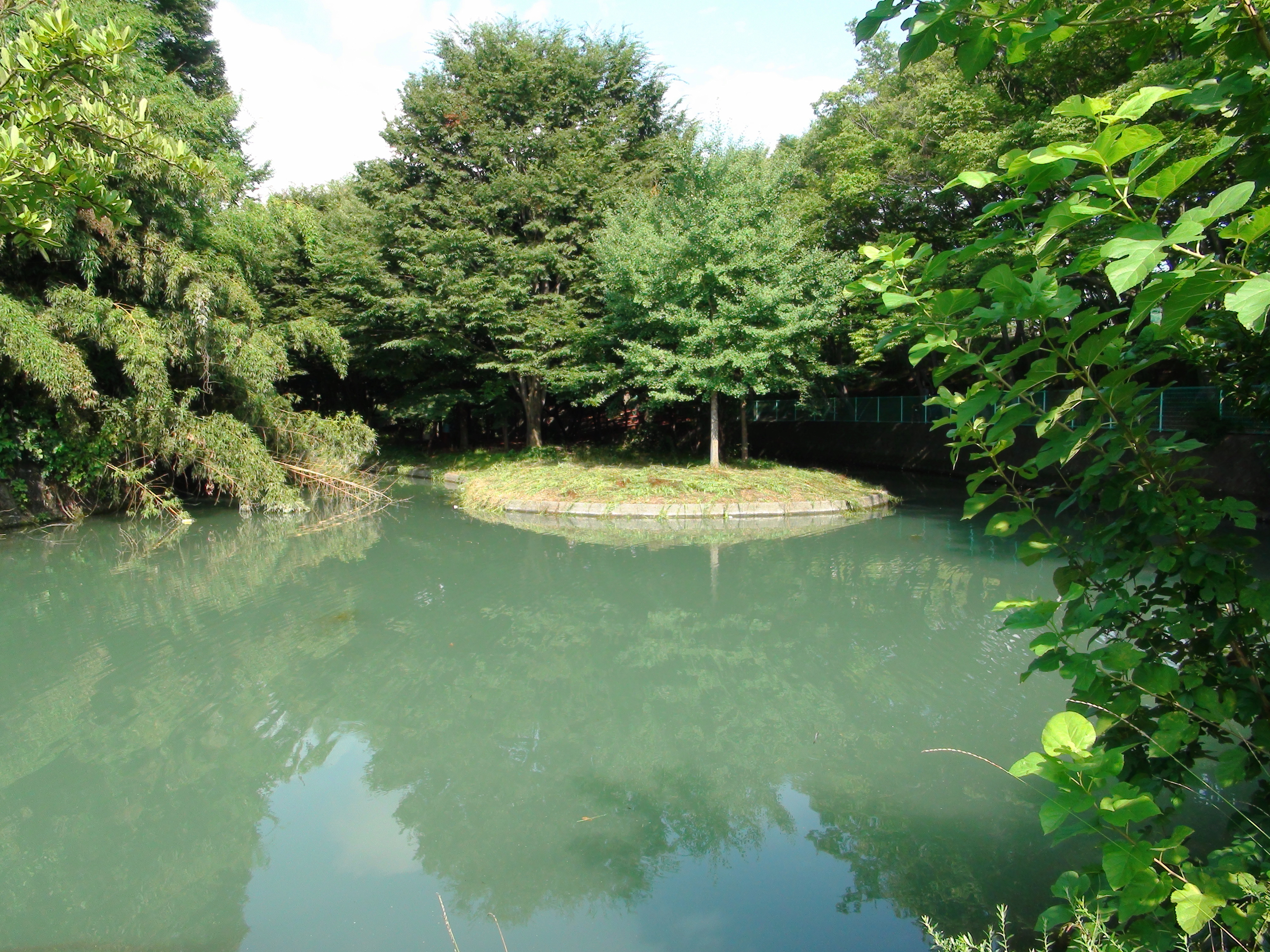
現代の能蔵池

野牛島には能蔵池があり、池の主である赤牛に関する「椀貸し伝説」が伝わっている。能蔵池は曹洞宗寺院である桃岳寺の裏に所在し、面積は約70アールとされる。現在はコンクリートによる護岸が施されている。
池の東には鎮守である稲荷神社が鎮座し、池の西には蔵王権現、中島には弁天が祀られている。池の西側には角塔婆が存在する。石英角閃石安山岩製。高さは99.5センチメートル・幅15センチメートル。六角錐形で、頂部は尖状山型で、身部上部には二条の切れ込みが施されており、朱塗りの円形が見られる。年代は不詳。三文字分の墨書も見られるが、判読されていない。
江戸後期の『甲斐国志』にも能蔵池が記載される。
椀貸し伝説は全国的に分布しているが、北見俊夫は1954年（昭和29年）時点で全国的な150例を報告し、山梨県は長野県の43例、愛知県の24例に次ぐ14例を報告している（後に自治体史による報告で3例が追加される）。山梨県の椀貸し伝承は主に釜無川流域に分布しており、借り主・貸し主にバリエーションが見られるものの、特定の場所において膳部の拝借を願うと翌日に必要な数が用意されているが、不心得者が椀を返さなかったために中断するという類型的な事例が見られる。
能蔵池の椀貸し伝説は、貸し主が池の主である赤牛で、雨乞いをした際には雨を降らせ、困った際には願い事を叶える存在であり、人寄せの際には膳椀を貸していたという。ところが、不心得者が椀を返さず、汚物を洗うなどしたため、怒った赤牛が池を去り甘利山の椹池（さわらいけ）に移ったとする内容になっている。

## 文化財

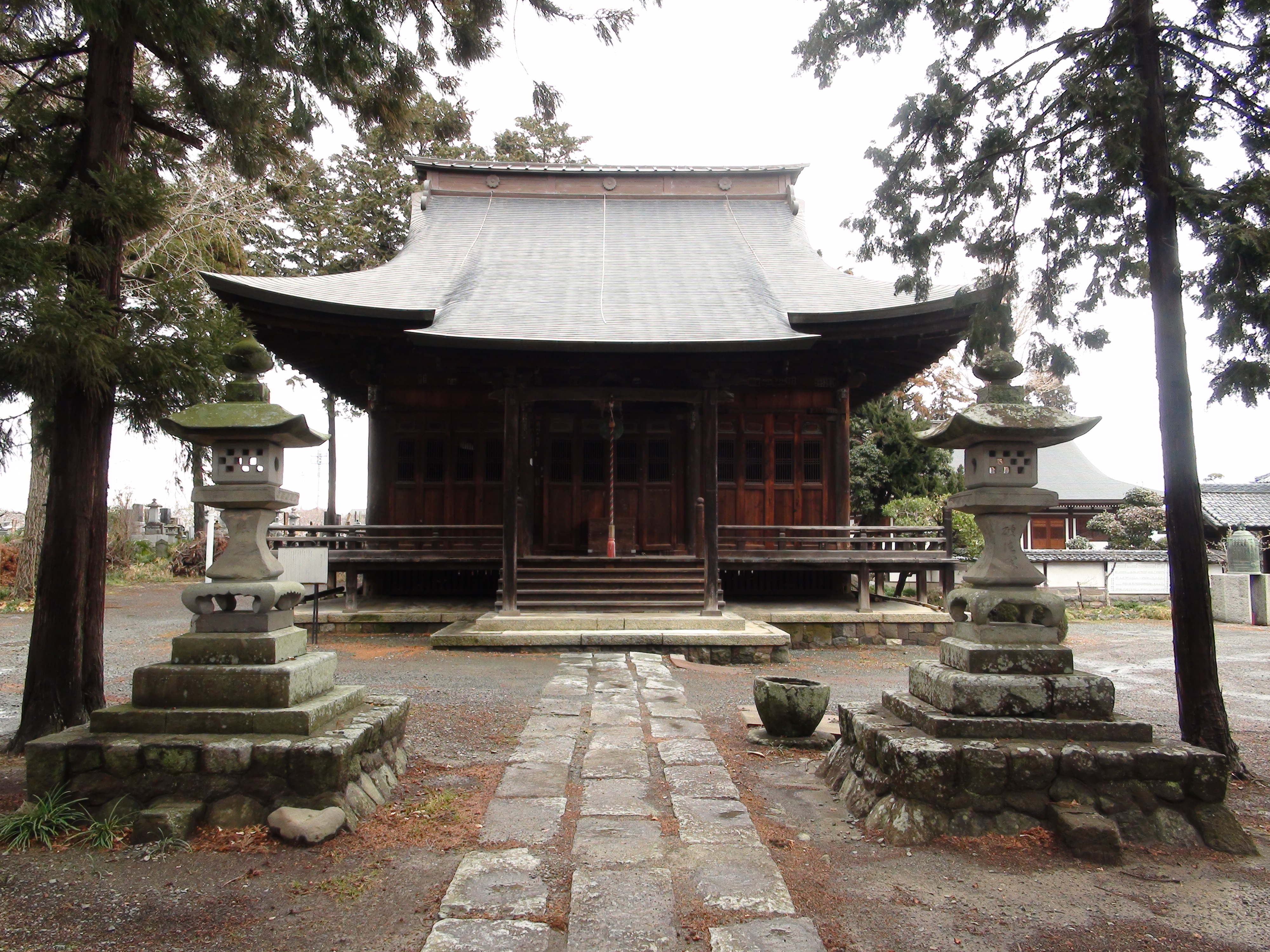
長谷寺本堂（2012年2月撮影）

榎原の長谷寺本堂は、厨子一基、旧材1枚、棟札一枚とともに1907年（明治40年）8月28日に重要文化財指定。また、野牛島にある樹齢400年ともいわれるビャクシンの大木は1959年（昭和34年）2月9日に県指定の天然記念物。

## 出身有名人
- 五百住巨川 - 上高砂村出身。江戸後期・明治初期の国学者。